# Горнак, Василий Ильич
Василий Ильич Горнак — советский хозяйственный, государственный и политический деятель.

## Биография
Родился в 1941 году в деревне Буйничково. Член КПСС.
С 1962 года — на хозяйственной, общественной и политической работе. В 1962—1996 гг. — работник Гомельского мясокомбината Управления мясной промышленности Белорусского совнархоза, водитель, бригадир водителей автомобильного комбината № 1 Гомельского областного производственного автотранспортного управления Министерства автомобильного транспорта Белорусской ССР.
Указами Президиума Верховного Совета СССР от 22 апреля 1975 года и от 2 апреля 1981 года награждён орденами Трудовой Славы 3-й и 2-й степеней.
За большой личный вклад в дело повышения эффективности ж/д и автомобильного транспорта был в составе коллектива удостоен Государственной премии СССР за выдающиеся достижения в труде 1982 года.
Указом Президиума Верховного Совета СССР от 14 августа 1986 года награждён орденом Трудовой Славы 1-й степени.
Умер в Гомеле в 1996 году.